# Carl Werry
Carl August Werry (* 1819; † 1868) war ein deutscher Rechtsanwalt und Parlamentarier.

## Leben
Carl Werry studierte Rechtswissenschaften an der Ruprecht-Karls-Universität Heidelberg. 1838 wurde er Mitglied des Corps Rhenania Heidelberg. Nach dem Studium war er zunächst Advokat in Oberstein und später Obergerichtsanwalt in Birkenfeld.
Von 1850 bis 1852 und von 1857 bis 1858 gehörte Werry dem Oldenburgischen Landtag an.